# Menonvillea patagonica
Menonvillea patagonica là một loài thực vật có hoa trong họ Cải. Loài này được Speg. mô tả khoa học đầu tiên năm 1902.